# Periferia (Seurat)
Periferia es una pintura al óleo sobre tela realizada por el pintor francés Georges Pierre Seurat entre 1881 y 1882, que se exhibe en el Museo de Arte Moderno de Troyes. 
La obra indaga en la periferia urbana en todo su aspecto escuálido y degradante. Para dar una mejor sensación de alienación Seurat utiliza un cromatismo pleno de colores cálidos que se disuelven en una bruma que envuelve a las casas y a las chimeneas.